# 3466 Ritina
3466 Ritina eller 1975 EA6 är en asteroid i huvudbältet som upptäcktes den 6 mars 1975 av den rysk-sovjetiske astronomen Nikolaj Tjernych vid Krims astrofysiska observatorium på Krim. Den har fått sitt namn efter upptäckarens dotter, Margarita.
Asteroiden har en diameter på ungefär 13 kilometer.